# Mîrne, Cervonoarmiisk
Mîrne (în ucraineană Мирне) este un sat în comuna Zelena Poleana din raionul Cervonoarmiisk, regiunea Jîtomîr, Ucraina.

## Demografie
Componența lingvistică a localității Mîrne
     Ucraineană (97,06%)
     Rusă (1,47%)
Conform recensământului din 2001, majoritatea populației localității Mîrne era vorbitoare de ucraineană (97,06%), existând în minoritate și vorbitori de rusă (1,47%).